# Londerzeel Sint-Jozef

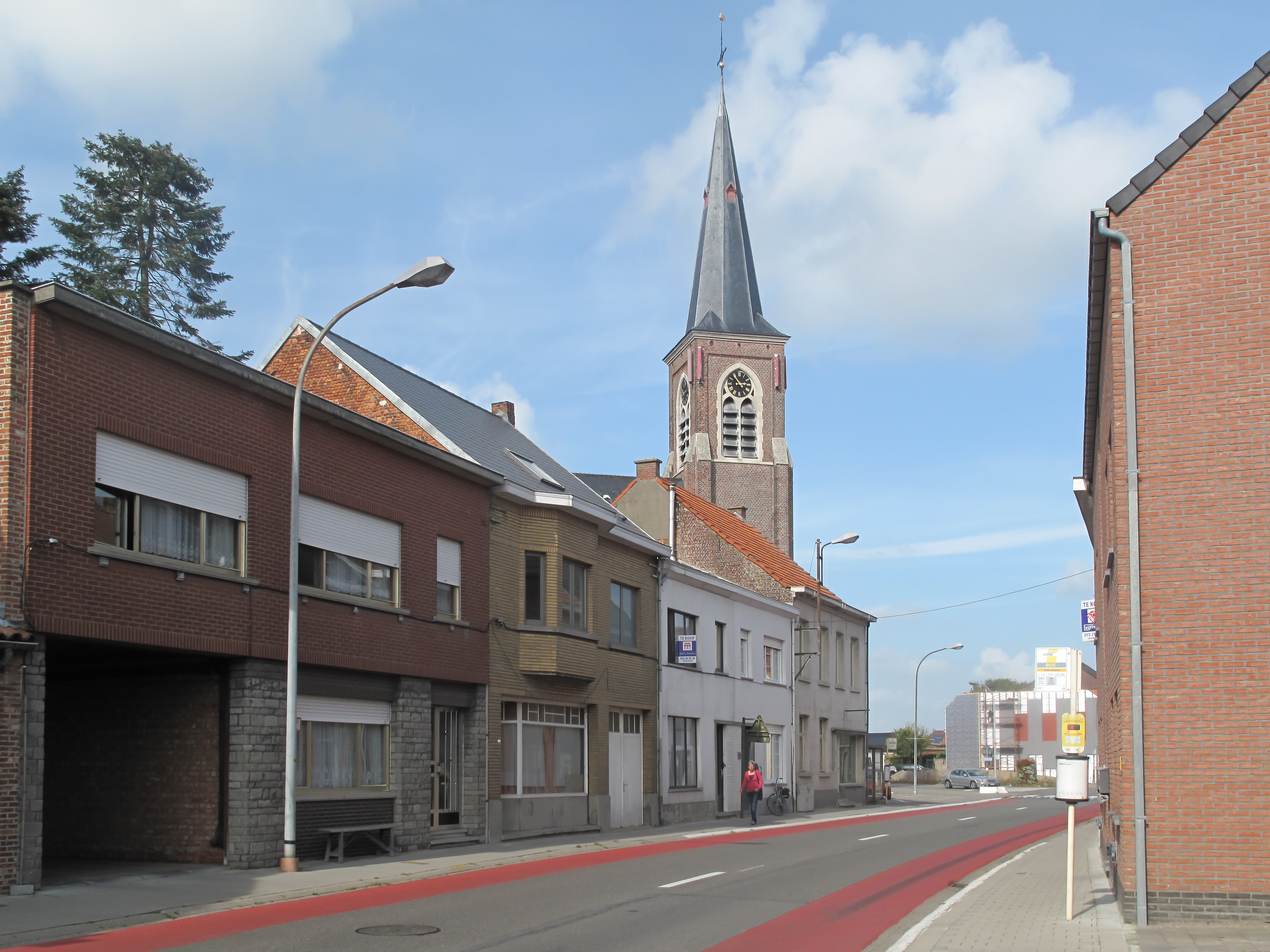
Sint Jozef, kerk in straatzicht

Londerzeel Sint-Jozef is een dorp gelegen in de Belgische provincie Vlaams-Brabant, gelegen op de weg van de Dendermondsesteenweg richting Londerzeel. Het maakt net als Steenhuffel en Malderen deel uit van de gemeente Londerzeel. Het is weliswaar geen deelgemeente omdat het gewoon een deel was van Londerzeel voor de fusie.

## Toponymie
Londerzeel Sint-Jozef was vroeger altijd bekend als de heide van Londerzeel, daarom wordt er in het dialect vaak naar verwezen als Lonnesieël-Aa.

## Bezienswaardigheden
- De Koevoetmolen
- De Sint-Jozefskerk

## Bekende (ex-)inwoners
Het dorp is de geboorteplaats van Gerard Walschap, wat terug te vinden is in de naam van het cultureel centrum, namelijk het Gerard Walschapcentrum.

## Nabijgelegen kernen
Londerzeel, Malderen, Lippelo, Liezele, Breendonk, Ramsdonk